# Крокос (Греция)
Крокос (греч. Κρόκος; до 1927 греч. Γκόβλιτσα; болг. Гоблица; макед. Гоблица) — небольшой греческий город, в 5 км к югу от города Козани в географической области Македония, в Греции. Население 2977 человек (по переписи 2011).

## Описание
Крокос известен в Греции и за рубежом по производству греко-македонского шафрана, который является одним из наиболее ценных сортов.
Древние минойцы культивировали шафран с позднего бронзового века на Крите. Город Крокос — основная база производителей шафрана, с кооперативом в 2000 участников из 40 деревень. Годовой объём производства колеблется от 6 до 12 тонн чистого красного шафрана в год.

## Климат
| Климатические данные для Козани | Климатические данные для Козани | Климатические данные для Козани | Климатические данные для Козани | Климатические данные для Козани | Климатические данные для Козани | Климатические данные для Козани | Климатические данные для Козани | Климатические данные для Козани | Климатические данные для Козани | Климатические данные для Козани | Климатические данные для Козани | Климатические данные для Козани | Климатические данные для Козани |
| Месяц                           | Января                          | Февраля                         | Марта                           | Апреля                          | Может                           | Июня                            | Июля                            | Августа                         | Сентября                        | Октября                         | Ноября                          | Декабря                         | Год                             |
| ------------------------------- | ------------------------------- | ------------------------------- | ------------------------------- | ------------------------------- | ------------------------------- | ------------------------------- | ------------------------------- | ------------------------------- | ------------------------------- | ------------------------------- | ------------------------------- | ------------------------------- | ------------------------------- |
| Средняя высокая °с (°F)         | 6 (43)                          | 9 (48)                          | 12 (53)                         | 17 (63)                         | 21 (69)                         | 26 (78)                         | 29 (85)                         | 28 (82)                         | 25 (77)                         | 19 (66)                         | 13 (56)                         | 6 (43)                          | 18 (64)                         |
| Средний минимум °c (°Ф)         | −2 (29)                         | 0 (32)                          | 1 (34)                          | 7 (44)                          | 10 (50)                         | 14 (57)                         | 17 (62)                         | 16 (61)                         | 13 (56)                         | 8 (47)                          | 4 (40)                          | 1 (33)                          | 7 (45)                          |
| Средняя осадков мм (дюймы)      | 53 (2.1)                        | 30 (1.2)                        | 36 (1.4)                        | 48 (1.9)                        | 64 (2.5)                        | 64 (2.5)                        | 38 (1.5)                        | 28 (1.1)                        | 28 (1.1)                        | 81 (3.2)                        | 86 (3.4)                        | 135 (5.3)                       | 688 (27.1)                      |
| Источник: Weatherbase           |                                 |                                 |                                 |                                 |                                 |                                 |                                 |                                 |                                 |                                 |                                 |                                 |                                 |

## Известные уроженцы
- Иоаким (Люляс)